# Walhalla Rising
Walhalla Rising (Originaltitel: Valhalla Rising) ist ein dänisch-britischer Wikingerfilm von Regisseur Nicolas Winding Refn mit Mads Mikkelsen in der Hauptrolle. Das in Schottland produzierte Werk stellt eine Mischung aus Abenteuer- und Kunstfilm dar und feierte auf dem
Filmfestival von Venedig 2009 Premiere. In Dänemark, Großbritannien und einigen anderen Ländern lief der Film ab Frühjahr 2010 in den Kinos, in Deutschland wurde er zum ersten Mal Anfang Juli auf dem Filmfest München präsentiert und erschien schließlich am 5. November 2010 auf DVD.

## Handlung
Die Handlung ist in sechs Kapitel unterteilt.
Kapitel I: Zorn (Wrath):
Nordschottland im 11. Jahrhundert: Der mysteriöse einäugige und dauerhaft schweigende Krieger Einauge (One Eye), der auch die Fähigkeit besitzt, durch Visionen seine Zukunft zu erkennen, wird in einer abgelegenen Region von heidnischen Wikingern als Sklave gefangengehalten und gezwungen, in einer Art Gladiatorenkampf gegen andere Gefangene bis zum Tode zu kämpfen, wobei Einauge sämtliche Kämpfe gewinnt. Zwischen den Kämpfen wird er in einen Käfig gesperrt. Dabei hält sich regelmäßig ein Junge, Are, in seiner Nähe auf, der ihn auch mit Nahrung und Wasser versorgt. Beim Baden in einem Teich entdeckt Einauge eines Tages eine Pfeilspitze, mit der es ihm gelingt, sich zu befreien und seine Peiniger grausam zu töten.
Kapitel II: Der stille Krieger (Silent Warrior):
Nachdem er sich befreit hat, verlässt Einauge die Region. Er bemerkt, dass ihm der Junge Are in einigem Abstand folgt. Nach einiger Zeit erreichen die beiden das Lager christlicher Krieger, die gerade die Leichen erschlagener Heiden verbrennen. Der Anführer der Christen erklärt, dass sich seine Gruppe auf einen Kreuzzug nach Jerusalem vorbereitet, und bietet Einauge und Are an, sich seinen Kriegern anzuschließen, was diese auch tun.
Kapitel III: Männer Gottes (Men of God):
Die Kreuzfahrer reisen mit einem Boot in Richtung Heiliges Land. Sie geraten jedoch bald in einen Nebel und verlieren die Orientierung. Die Besatzung verliert mit der Zeit die Nerven und vermutet einen Fluch, der auf dem Jungen Are liegen soll. Als ein Mann versucht, diesen zu ermorden, wird er von Einauge getötet. Kurz darauf probiert Einauge das Seewasser und entdeckt dadurch, dass das Schiff Süßwasser durchquert und somit eine Küste erreicht hat.
Kapitel IV: Das Heilige Land (The Holy Land):
Nach der Landung stellt sich heraus, dass die Männer nicht in Palästina gelandet sind: Das Land besteht aus dichten Wäldern; bei der Erkundung des Gebietes entdeckt die Gruppe eine indianische Begräbnisstätte. Ein Mann verschwindet. Die restlichen Kreuzfahrer kehren zum Schiff zurück, wo kurz darauf bei der Weiterfahrt einer von ihnen aus dem Hinterhalt mit einem steinernen Pfeil getötet wird.
Kapitel V: Hölle (Hell):
Unter den Überlebenden macht sich trotz Einnahme eines mutstiftenden Gebräus Verzweiflung breit; in rauschhaftem Zustand, geplagt von Halluzinationen, beginnt die Gruppe sich aufzulösen. Einige der Männer beten um Rettung, ein anderer vergewaltigt einen weiteren. Einauge baut auf einer kleinen Flussinsel eine Steinbalance. Der nach der Landung verschwundene Krieger taucht wieder auf, den nackten Körper rot gefärbt und mit Symbolen übersät. Scheinbar in Trance erklärt er, dass er Einauges Gedanken hören könne und dieser mitteile, sie seien in der Hölle. Einige der Männer greifen daraufhin Einauge an und werden von diesem getötet.
Kapitel VI: Das Opfer (The Sacrifice):
Einauge und Are marschieren weiter, gefolgt von den wenigen restlichen Überlebenden. Der Anführer der Kreuzfahrer, der kurz zuvor noch seinen Freund angestochen hatte, bleibt zurück und wird von den Einheimischen mit Pfeilen erschossen. Einauge erreicht mit Are wieder die Küste, wird jedoch von Indianern eingekesselt. Er opfert sich, um den Jungen zu retten.

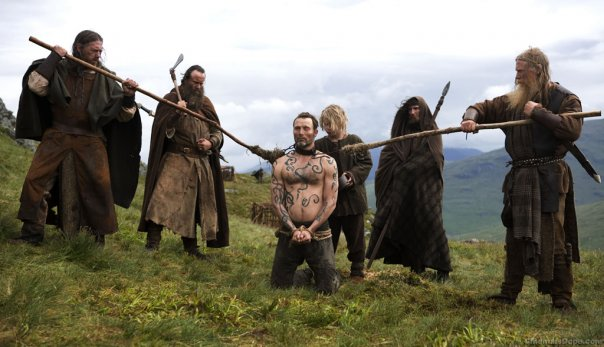
Filmszene

## Kritiken
„Passt Splatter zum Kunstkino? Der Regisseur Nicolas Winding Refn lotet mit seinem Kämpfer-Epos ‚Walhalla Rising‘ alte Genre-Grenzen neu aus.“

„Dass Refn sein Konzept als brutale Wikinger-Mär inszeniert, macht den Film nicht zugänglicher. ‚Valhalla Rising‘ ist kein unterhaltsamer Historien-Schwerttanz, sondern elegisches Arthouse-Kino im Rhythmus eines Andrei Tarkovski (‚Stalker‘) und ornamentiert mit Motiven aus Werner Herzogs ‚Aguirre, der Zorn Gottes‘. Das ist hypnotisierend – und herausfordernd.“

„Lange Landschaftsaufnahmen, schweigende Charaktere und ruhige Musik. Dann wird es einen kurzen Moment lang richtig brutal. […] Danach spricht man ein, zwei leise Sätze miteinander, und dann geht es wieder von vorne los. […]  Wer sich auf Valhalla Rising einlässt, braucht also vor allem Geduld, starke Nerven und ein Faible für wirklich eigentümliche Filme. Zu gekünstelt um wirklich authentisch zu wirken und zu eigensinnig inszeniert um den Zuschauer richtig gut zu unterhalten. Ein Film der die Zuschauer spalten dürfte. Philosophisch und hoch künstlerisch für die einen, anstrengend und nervtötend für die anderen.“

„Der unbestreitbare Wahnwitz, der diesem Film zugrunde liegt, hat sicher auch etwas damit zu tun, dass Walhalla Rising ein in mancher Hinsicht unterreflektierter Film ist, ein Film, der sich manchmal ein wenig im Register vergreift und ins tarkovskijsche Raunen abgleitet, ohne dieses Raunen in eine angemessene Form bringen zu können. Zuallererst aber ist Walhalla Rising ein beeindruckender, wagemutiger Trip ins Ungewisse, wie ihn das europäische Kino viel zu selten unternimmt“

„Valhalla Rising ist ein Abgesang. Auf den Menschen, seine Götter und alle seine Werte. Und somit auch auf jegliche Sinnfindung. Die Reise, die der Mensch in Valhalla Rising tut, dient bestenfalls dem Sinnverlust. Wenn nicht gar der Erkenntnis, daß da niemals so etwas wie ein Sinn gewesen ist. Nur der Mensch und seine Suche.“